# Reflexivní prostor
Banachův prostor se nazývá reflexivní jestliže splňuje jistou abstraktní vlastnost spjatou s duálními prostory. Reflexivní prostory mají příznivé geometrické vlastnosti.

## Definice
Buď X* duální prostor k normovanému vektorovému prostoru X nad reálnými nebo komplexními čísly a X** duální prostor k Banachovu prostoru X*. Definujeme kanonické vnoření κ : X → X** jako
κ(x)(f) = f(x)     pro každé x ∈ X, f ∈ X*.
Tedy κ zobrazuje x na jistý evaluační funkcionál na prostoru X*.
Důsledkem Hahnovy–Banachovy věty je, že κ zachovává normu (tj. ||κ(x)|| = ||x|| ) a je proto prosté. Prostor X se nazývá reflexivní jestliže κ je bijekce.
Poznámka: Podle definice je tedy reflexivní prostor X isomorfní s Banachovým prostorem X**. Každý reflexivní prostor je proto Banachův prostor.

## Příklady
Všechny Hilbertovy prostory jsou reflexivní a také všechny Lp prostory pro 1 < p < ∞. Naopak prostory L1 a L∞ nejsou reflexivní.

## Vlastnosti
Každý uzavřený podprostor reflexivního prostoru je reflexivní.
Banachův prostor je reflexivní právě tehdy, když jeho duál je reflexivní.
Prostor je reflexivní právě tehdy, když uzavřená jednotková koule je kompaktní ve slabé topologii.

## Důsledky
Reflexivní prostor je separabilní právě tehdy, když jeho duál je separabilní.
V reflexivním prostoru lze z každé omezené posloupnosti vybrat slabě konvergentní podposloupnost (důsledek Banachovy–Alaogluovy věty).